# 歌川直房
歌川 直房（うたがわ なおふさ、生没年不詳）とは、江戸時代の浮世絵師。

## 来歴
歌川国直の門人、歌川の画姓を称し俊照斎と号す。作画期は天保の頃で、美人画の錦絵を残した。